# 疎外
疎外（そがい、独: Entfremdung、英: alienation）とは、哲学、経済学用語としては人間が作った物（機械・商品・貨幣・制度など）が人間自身から分離し、逆に人間を支配するような疎遠な力として現れること。またそれによって、人間があるべき自己の本質を失う状態をいう。

## 概要
ラテン語のalienato（他人のものにする）に由来する疎外概念は、経済、社会、歴史的には、客体として存在するようになったものを操作する力を主体が失っている状態のことを指す。たとえば、あるものが私とは無関係であるという場合、そのあるものに対して私は無力なものとして疎外（ないがしろに）されていることになる。この疎外を克服することによって、人間はその本来の自己を取り戻し、その可能性を自己実現できるものとされる。

## 思想史
マルクスは、この疎外Entfremdungという用語をヘーゲルの『精神現象学』（1807年）から継承し、またフォイエルバッハの、神が人間の善性を客体化した発明である限り、それだけ人間は貧しくなる（「キリスト教の本質」）という思想も取り入れて、経済学用語に鋳直した。

### マルクスによる概念
有機的身体と非有機的身体に分かれ、自然に抗う「自然疎外」が起こることで生命が始まったように、近代的・私的所有制度が普及し、資本主義市場経済が形成されるにつれ、資本・土地・労働力などに転化する。それに対応し本源的共同体も分離し、人間は資本家・地主・賃金労働者などに転化する。同時に人間の主体的活動であり、社会生活の普遍的基礎をなす労働過程とその生産物は、利潤追求の手段となり、人間が労働力という商品となって資本のもとに従属し、ものを作る主人であることが失われていく。また機械制大工業の発達は、労働をますます単純労働の繰り返しに変え、機械に支配されることによって機械を操縦する主人であることが失われ、疎外感を増大させる。こうしたなかで、賃金労働者は自分自身を疎外（支配）するもの（資本）を再生産する。資本はますます労働者、人間にとって外的・敵対的なもの、「人間疎外」となっていく。
マルクスは「疎外された労働」が再生産されるこのような社会関係を『経済学・哲学草稿』（1844年）で分析し、『経済学批判要綱』（1857年 - 1858年）や『資本論』（1867年、1885年、1894年）に継承した。

#### スターリン主義による歪曲
スターリン主義者は、ソ連において社会主義社会が実現したと宣言したにもかかわらず、疎外が存在する現実を否定するために、疎外という概念そのものを、マルクスの青年期に特有のものとして事実上否定せざるをえなかった。スターリン主義者の理論では、疎外とは搾取のことであるとして、疎外概念は葬り去られた。

### サルトルによる概念
サルトルは、自由な対自として実存する人間は「自由の刑に処せられている（condamné à être libre）」という言葉を残したが、死については、これが実存の永遠の他有化であるという意味で、これを回復不能の疎外であるとした。